# Арчі Карр
Арчі Карр (англ. Archie Carr; 16 червня 1909 — 21 травня 1987) — американський герпетолог, еколог і піонер природоохоронної діяльності. Був професором зоології в Університеті штату Флорида. У 1987 році удостоєний Вищої премії Екологічного товариства Америки. Він зробив надзвичайний внесок у збереження морських черепах шляхом привернення уваги до зменшення популяцій черепах у світі через надмірну експлуатацію та втрату безпечного середовища існування. Свого часу вважався найкращим спеціалістом з черепах.

## Часткова бібліографія
- Carr, Archie (1952). Handbook of Turtles; the Turtles of the United States, Canada, and Baja California.
- Carr, Archie (1953). High Jungles and Low.[5]
- Carr, Archie, and Coleman J. Goin (1955). Guide to the Reptiles, Amphibians, and Fresh-water Fishes of Florida.
- Carr, Archie (1963). The Reptiles (Series: LIFE Nature Library).
- Carr, Archie (1964). Ulendo: Travels of a Naturalist in and out of Africa.[6]
- Carr, Archie (1967, 1984). So Excellent a Fishe: A Natural History of Sea Turtles. (ISBN 0-292-77595-4).
- Carr, Archie (1973). The Everglades. (Time-Life Book).
- Carr, Archie (1979). The Windward Road (ISBN 0-8130-0639-2). Carr, Archie (26 червня 2013). 2013 edition. ISBN 978-0307832115. Архів оригіналу за 28 березня 2019. Процитовано 28 березня 2019.
- Carr, Archie (Marjorie Carr, editor) (1994). A Naturalist in Florida: A Celebration of Eden. (ISBN 0-300-05589-7).[7] Carr, Archie (September 1996). 1996 edition. ISBN 978-0300068542; pbk{{cite book}}:  Обслуговування CS1: Сторінки зі значенням параметра postscript, що збігається зі стандартним значенням в обраному режимі (посилання)